# Kuroshio

De Kuroshio ten opzichte van de zeestromen in de Stille Oceaan

De Kuroshio is een zeestroom aan de oppervlakte van de westelijke Stille Oceaan. Het is een voortzetting van de Pacifische Noordequatoriale stroom tussen Luzon in de Filipijnen en de oostkust van Japan.
De stroom leidt langs Taiwan en de Riukiu-eilanden voordat het water langs de kust van Kyushu stroomt. In de zomermaanden buigen uitlopers naar het westen en dan naar de Straat van Korea. Parallel aan de kust van Honshu wordt de Japanse Zee doorkruist, daar heet de stroom Tsushima.
Het grootste deel van de Kuroshio stroomt ten oosten Japan voorbij en komt in het gebied rond 35° noorderbreedte de Oyashio tegen die aldaar naar het zuiden stroomt. Samen stromen deze twee verder als de Noordpacifische stroom.
Seizoensinvloeden bepalen de stroomsnelheid van de Kuroshio. Het sterkst is de stroming in het voorjaar, ongeveer 30 Sv. In de nazomer en de herfst is de stroming zwakker (ongeveer 19 Sv). In januari en februari neemt de stroomsnelheid weer toe, met in het vroege voorjaar nog een klein dipje.
De aanwezigheid van de warme Kuroshio heeft belangrijke klimaatbepalende gevolgen voor Japan, vergelijkbaar met het klimaateffect van de Golfstroom in de Atlantische Oceaan voor Europa. Het opwarmend effect is natuurlijk in het zuiden van Japan het grootst, maar strekt zich uit tot de regio rond Tokio.
De Kuroshio is de Europeanen sinds 1650 bekend, zo blijkt uit een kaart van Bernard Varenius. Ook in de registers van kapitein J. King, een lid van de expeditie van James Cook (1776–1780) staat een vermelding. De naam van de Kuroshio (zwarte stroom) is afgeleid van de kleur van het water. Deze onderscheidt zich van het omringende water door zijn donkere tot bijna zwarte kleur.
Naar het oosten ligt de Noord-Pacifische gyre.
Japan testte in 2022 een systeem uit om met onderzeese turbines hernieuwbare elektriciteit op te wekken uit de Kuroshio. Een prototype werd opgehangen aan een schip, maar het finale ontwerp zou verankerd worden aan de zeebodem op een diepte van 30 à 50 meter. Het potentieel vermogen wordt op 200 GW geraamd en de capaciteitsfactor op 50 à 70%.